# سیارک ۸۲۹۶
سیارک ۸۲۹۶ (به انگلیسی: 8296 Miyama، نامگذاری:1993AD) هشت هزار و دویست و نود و ششمین سیارک کشف شده‌است که در ۱۳ ژانویه ۱۹۹۳ کشف شد.
قدر مطلق سیارک برابر ۱۲٫۷۰ است.